# August Mortelmans
August Mortelmans (Kerkom, Boutersem, Brabant Flamenc, 24 d'abril de 1901 - Lier, 8 d'octubre de 1985) va ser un ciclista belga que va córrer entre 1925 i 1935. El seu triomf més important fou el Campionat de Bèlgica de 1927.

## Palmarès
- 1924
  - 1r a la Brussel·les-Lieja
- 1927
  -  Campió de Bèlgica en ruta
  - 1r del Premi d'Heist-op-den-Berg
- 1928
  - 1r del Premi d'Heist-op-den-Berg
- 1930
  - 1r del Premi d'Heist-op-den-Berg
- 1932
  - 1r del Premi d'Heist-op-den-Berg